# Vincent Van Go Go
Vincent Van Go Go er et rockband fra Århus. Flere af medlemmerne i Vincent Van Go Go har en fortid i den sanselige popgruppe Love Julie, der var aktive i starten af 2000'erne.
Efter at Love Julie gik på ferie og Vincent Van Go Go blev dannet har gruppen ageret husband for en række kunstnere, heriblandt Karen, Tina Dickow, Per Vers og Camille Jones.
Efter en studietur til Rio udsendte gruppen i 2006 debutalbummet Do U Know?, der havde flere funky momenter, men som af anmelderne også blev skældt ud for at være noget kedelig i forhold til gruppens altid levende liveoptrædener.

## Diskografi

### Albums
- 2006: Do You Know?
- 2008: People